# Joseph Cotten
Joseph Cheshire Cotten (Petersburg, Virginia, 15 de maio de 1905 — Westwood, California, 6 de fevereiro de 1994) foi um ator americano.

## Biografia
Deixou a família aos 16 anos e foi para Washington estudar em uma escola de arte dramática. Antes de entrar para o cinema foi jogador de futebol profissional.
Era considerado um homem e um ator, extremamente modesto, mas grandioso, muito inteligente e discreto, bem ao contrário da maioria dos galãs de Hollywood da sua época.
Atuou no filme Cidadão Kane, de 1941, dirigido por Orson Welles, no qual interpretou o jornalista e crítico Jedediah Leland, de forma convincente, não ganhando o Oscar no ano de 1941 mas consagrando-o internacionalmente. Manteve-se ligado a Welles, atuando em filmes que tinham a participação do gênio cinematográfico: Jornada para o Medo e o clássico O Terceiro Homem.
Perdeu a voz na década de 80 devido a um derrame cerebral e morreu aos 88 anos em consequência de uma pneumonia. Encontra-se sepultado no Cemitério Bradford, Petersburg (Virgínia), Virgínia no Estados Unidos.

## Filmografia parcial
- 1938 - Too Much Johnson
- 1941 - Cidadão Kane
- 1941 - Lydia
- 1942 - Soberba
- 1942 - À Sombra de Uma Dúvida
- 1943 - Journey into Fear
- 1943 - Laços Eternos
- 1944 - À Meia Luz
- 1945 - Um Amor em Cada Vida
- 1946 - Duelo ao Sol
- 1949 - O Terceiro Homem
- 1949 - Beyond the Forest
- 1949 - Under Capricorn
- 1948 - Portrait of Jennie
- 1950 - Entre Dois Juramentos
- 1953 - Torrentes de Paixão
- 1964 - Com a maldade na alma
- 1965 - Gli uomini dal passo pesante (Cinco pistolas com sede de sangue)
- 1966 - The Oscar
- 1966 - I crudeli (Os cruéis)
- 1968 - Petúlia
- 1971 - City Beneath the Sea
- 1971 - The Abominable Dr. Phibes
- 1977 - Aeroporto 77
- 1979 - Guyana: Crime of the Century
- 1979 - Aeroporto 79 - O Concorde
- 1980 - O Portal do Paraíso
- 1980 - Casino (TV)
- 1980 - The Hearse
- 1980 - Delusion
- 1981 - The Survivor